# Мелоди Торнтон
Мелоди Торнтон (енгл. Melody Thornton; Финикс, 28. септембра 1984) је америчка певачица и текстописац, бивша чланица групе Пусикет Долс (The Pussycat Dolls). Рођена је 28. септембра 1984. године, у Финиксу, Аризона. Мајка јој је Мексиканка, а отац Афроамериканац. Има старију сестру која се зове Никол. Позната је по својим одличним гласовним могућностима, због којих је упоређују са Кристином Агилером.
Године 2011. објавила је свој први соло сингл, Sweet Vendetta.